# 农智毅
农智毅（1960年—），广西龙州人，壮族，中华人民共和国政治人物、第十一届全国人民代表大会广西地区代表。
毕业于华中理工大学微机应用专业。担任广西龙州南华糖业有限公司霞秀糖厂质检科科长。2008年起担任全国人大代表。